# Ramiro (Comic)
Ramiro ist eine zwischen 1974 und 1983 erschienene frankobelgische Comicserie.

## Handlung
Der unehelich geborene Ramiro besteht während der Herrschaft von König Alfons VIII. von Kastilien mehrere Abenteuer.

## Hintergrund
William Vance zeichnete nach Roderic seine zweite Ritterserie. Die ersten vier Episoden schrieb Jacques Stoquart. Die Serie erschien zwischen 1974 und 1983 in der belgischen Frauenzeitschrift Femme d’Aujourd’hui. Für die Albenausgaben wurden die Geschichten stark erweitert und überarbeitet. Dargaud brachte die Alben heraus. Erst die Gesamtausgabe enthielt die letzten zwei noch nicht in Albenform veröffentlichten Episoden. Die deutsche Veröffentlichung übernahm Splitter.

## Geschichten
- Ramiro le bâtard[6] (Femme d’Aujourd’hui, 1974, 42 Seiten)
- Ramiro et le charlatan (Femme d’Aujourd’hui, 1974–1975, 46 Seiten)
- L’inconnue du Puy (Femme d’Aujourd’hui, 1975–1976, 43, Seiten)
- Piège à Santiago (Femme d’Aujourd’hui, 1976, 39 Seiten)
- Le trésor des Wisigoths (Femme d’Aujourd’hui, 1977–1978, 56 Seiten)
- Qui es-tu Wisigoth? (Femme d’Aujourd’hui, 1981–1982, 38 Seiten)
- La louve d’Arnac (Femme d’Aujourd’hui, 1982, 34 Seiten)
- La tour d’Arnac (Femme d’Aujourd’hui, 1982–1983, 30 Seiten)